# Taxonomie
Taxinomie
Pour les articles homonymes, voir Taxonomie (homonymie).
La taxonomie ou taxinomie est une branche des sciences naturelles qui a pour objet l'étude de la diversité du monde vivant. Cette activité consiste à décrire et circonscrire en termes d'espèces les organismes vivants et à les organiser en catégories hiérarchisées appelées taxons. Elle propose des outils et des méthodes permettant d'identifier les taxons (notamment grâce aux clés de détermination). La reconnaissance par « la communauté scientifique » de ces catégories repose sur la pertinence de leur description, l'attribution d'un nom et leur classement au sein du Vivant. La taxonomie contemporaine repose désormais sur une conception fondamentalement évolutive (approche notamment permise grâce à l'essor de la biologie moléculaire au cours de la seconde moitié du XXe siècle), via le recours à la génétique des populations pour en mettre en évidence l'existence de nouvelles espèces, ou aux analyses phylogénétiques pour classer ces dernières.
Par extension, le terme taxonomie est désormais utilisé dans d'autres sciences, telles que les sciences humaines et sociales, les sciences de l'information ou l'informatique.

## Alpha-taxonomie et beta-taxonomie
Deux branches de la pratique taxonomique, travaillant à des échelles différentes et présentant des finalités bien distinctes, peuvent être identifiées, :
- d’une part, l’alpha-taxonomie (ou microtaxonomie) consiste à identifier et caractériser les unités catégorielles élémentaires (les espèces vivantes ou éteintes), afin d’établir un inventaire du Vivant en espèces. Dans la pratique, les enjeux du travail taxonomique consistent essentiellement à analyser le polymorphisme au sein du taxon étudié afin de déterminer si les différences constatées entre les groupes qui le composent correspondent à des espèces distinctes (ex. : loup, chacal, coyote…) et à décrire les espèces non encore connues de la science ainsi mises en évidence, ou si au contraire, ces différences observées ne représentent que de la variabilité au sein d'une seule et même espèce d'un point de vue biologique (ex. : Chihuahua, Berger allemand, Bulldog) ;
- d’autre part, la beta-taxonomie (ou macrotaxonomie), vise quant à elle à classer ces espèces précédemment décrites les unes par rapport aux autres, c’est-à-dire à produire une classification du Vivant, en attribuant chacune d’elles à des rangs supérieurs, eux-mêmes hiérarchisés les uns par rapport aux autres (ex. : l'espèce du chien, Canis lupus, appartient au genre Canis, qui appartient à la famille des Canidés, qui elle-même appartient à la classe des Mammifères, etc.).

## Étymologie et usage du mot
Le mot taxinomie provient du grec τάξις (taxis) « placement », « classement », « ordre » et de νομός (nomos) qui signifie « loi », « règle ». Le terme fut créé en 1813, sous la graphie de taxonomie, par le botaniste suisse Augustin Pyrame de Candolle (1778-1841) dans sa Théorie élémentaire de la botanique ou exposition des principes de la classification naturelle et de l'art de décrire et d'étudier les végétaux, pour désigner dans sa « théorie des classifications » à la fois la méthode et ce qu'il a qualifié de « bases de la botanique philosophique » (Mémoires et souvenirs, Livre III, § 11).
Dans la seconde édition publiée en 1819, il considérait la graphie du mot taxonomie incorrecte dans sa forme originale en mentionnant : « Il serait plus exact de dire Taxéonomie ; mais j'ai cru devoir admettre la suppression de l’e, pour rendre le mot plus court ». Cela montre que De Candolle a en réalité fait dériver son terme taxonomie, non pas du nominatif τάξις (taxis) mais de son génitif τάξεως (taxeôs).
Le terme taxonomie est entériné en 1836 dans le Supplément au Dictionnaire de l'Académie française.
La graphie taxinomie était recommandée en 1864. Émile Littré, dans son Dictionnaire de la langue française (version 1872-1877) précisait que le mot taxinomie ou taxionomie pouvait aussi être utilisé, formé sur l'étymon grec taxis (l'ordre). Le Grand dictionnaire terminologique, au Québec, confirme que « taxinomie » est recommandé par plusieurs auteurs considérant « taxonomie » comme « un calque de l'anglais taxonomy », ce qui est pourtant historiquement faux. En effet, taxonomy n'apparait en anglais qu'en 1819 sous l'influence du français, soit six ans après qu'il a été inventé par De Candolle. Des dictionnaires français continuent cependant à répandre cette erreur que la graphie taxonomie (De Candolle, 1813) correspondrait à l'anglais taxonomy. Au contraire, la plupart des dictionnaires anglais affirment correctement que le mot taxonomy dérive du français, et, pour le TLFI, l'anglais taxonomy est apparu seulement en 1828 dans le dictionnaire américain Webster's.
Le terme de taxonomie ne dérive pas du mot taxon, ce dernier étant un concept apparu plus tardivement (mot créé par le botaniste Herman Johannes Lam en 1948). Ainsi, la taxonomie n'est pas, étymologiquement, l'étude des taxons mais bien les lois sur l'ordre, donc les règles de la classification. Certains spécialistes font une différence dans l'usage, particulièrement en botanique, entre la taxinomie qui, formée sur l'étymon grec nómos (loi, règle), concerne les questions de classification, et la taxonomie qui, formée sur l'étymon grec ónoma (nom), se rapporte aux questions de nomenclature,. D'autres savants font usage du terme taxionomie dans leur activité, particulièrement en zoologie, pour nommer les groupes d'êtres vivants,,,. Cependant, le mot taxonomie est aussi et très souvent utilisé pour nommer la science de la description des taxons. Même les auteurs prônant l'usage du terme « taxinomie » ne parlent pas de « taxins » mais de taxons, à l'exception toutefois d'un spécialiste en entomologie invoquant la diffusion francophone des connaissances et déplorant l'influence de l'anglais. Les autres langues utilisent des termes similaires à « taxonomie », pas « taxinomie » ; ainsi, on écrit Taxonomie en allemand, taxonomy en anglais, taxonomía en espagnol (castillan), taxonomia en portugais et en catalan, tassonomia en italien, таксономия (taksonomiya) en russe, etc..
En 1957, en France, l'Académie des sciences adopte le nom de « Taxinomie » pour désigner la science de la classification.
Notons que, dans la pratique, le terme « taxonomie » peut aussi désigner la méthode utilisée (on parlera par exemple de « taxonomie moléculaire ») que le résultat obtenu avec cette méthode (la « taxonomie des Agaricales »).
Le terme est devenu d’usage courant au XXIe siècle, soit dans la graphie originale, taxonomie,, même si celle-ci est étymologiquement contestée,,,, voire considérée comme fautive, soit sous la graphie corrigée par Émile Littré, taxinomie avec un « i »,,,,,, même si cette dernière est sciemment réfutée. Le remplacement du « o » par un « i » est perçu par certains comme du purisme, qui lui préfèrent le terme « taxonomie », en faisant valoir un usage majoritaire, la cohérence et un « principe de priorité »,,,,,.

## Définition selon le code de nomenclature zoologique
Le mot « taxonomie » est employé dans les appendices du Code international de nomenclature zoologique bilingue (publié en français et en anglais) en 1961 pour la première édition et en 1964 pour la deuxième édition.
Le texte en français de la troisième édition du Code international de nomenclature zoologique (1985) mentionne le terme « taxonomie ». Dans le glossaire, la « taxonomie » est définie comme étant « La théorie et la pratique de la classification des organismes ; partie de la systématique, l'étude des catégories d'organismes et de leur diversité ».
Le texte en français de la quatrième édition du Code international de nomenclature zoologique (1999) mentionne les deux termes « taxinomie » et « taxonomie ». Dans le glossaire, la « taxinomie ou taxonomie » est définie comme étant la « Théorie et pratique de la classification des organismes ».

## Différences entre taxonomie et systématique
En biologie, taxonomie et systématique sont deux disciplines étroitement liées et souvent confondues. La systématique étant définie comme l'étude de la diversité et des relations évolutives entre les organismes vivants ou fossiles. Elle implique deux approches complémentaires que sont la phylogénétique, c'est-à-dire la discipline s'intéressant à la reconstruction de l'arbre du vivant, et la taxonomie qui produit des classifications formelles. La manière dont la taxonomie doit prendre en compte les résultats de la phylogénétique fut d'ailleurs par le passé source de vives controverses méthodologiques et épistémologiques,,,.
In fine, ces deux disciplines, taxonomie et systématique, ne diffèrent pas tant sur leurs méthodes ou leurs concepts que sur leurs intentions : ainsi, dans son usage contemporain, la systématique cherche davantage à donner du sens à la structure du vivant, c’est-à-dire à retracer son histoire évolutive afin de comprendre ses mécanismes de diversification à travers l’espace et le temps, tandis que la taxonomie vise à produire un modèle simplifié de la structure du Vivant qui puisse être directement exploitable (notamment par les systématiciens) à travers un système de communication performant (description et inventaire des espèces, classification dans des rangs supérieurs, etc.). Dans la pratique, la distinction entre ces deux finalités tend cependant à s’estomper, au fur et à mesure les pratiques taxonomiques contemporaines incorporent de plus en plus le cadre interprétatif et méthodologique de la systématique évolutive et de la génétique des populations,. Ainsi sont elles bien souvent pratiquées simultanément par les mêmes chercheurs. Les taxonomistes ont de tout temps été nommés systématiciens, car après avoir étudié et décrit des organismes, ils ont tout naturellement essayé de les classer à partir du bas niveau des espèces (alpha taxonomy ou « taxonomie primaire »).
Ceux qui utilisent surtout le sens de méthode (les phylogénéticiens notamment) nomment souvent le résultat « classification », ou parfois « taxonomie » par abus de langage, surtout dans les disciplines non biologiques (voir Taxonomie (homonymie)).

## Historique et évolution des modèles

### Avant Linné
La première classification des végétaux est généralement attribuée à Théophraste à la fin du IVe siècle av. J.-C., même si son Histoire des plantes reprend en partie des théories de l'École pythagoricienne. Le premier classificateur connu des animaux fut Aristote, dans le traité Histoire des animaux. Celui qui est traditionnellement présenté comme le « père de la science », emprunte la distinction à Démocrite en divisant les animaux en deux classes, ceux qui ont du sang et ceux qui n'en ont pas (animaux à sang blanc ou incolore qu'il nomme lymphe). Il sous-divise les animaux à sang rouge en cinq classes (quadrupèdes vivipares, cétacés, oiseaux, quadrupèdes ovipares et poissons) et les animaux à sang blanc en quatre (mollusques, testacés, crustacés et insectes). Aristote subdivisa également les animaux en de nombreux taxons plus petits, qui forment peut-être une première taxonomie zoologique,,.

### Carl von Linné
Le naturaliste suédois Carl von Linné (1707-1778) posa les fondations de la nomenclature binominale, et fut l'auteur de deux publications fort influentes en biologie jusqu'à aujourd'hui, à savoir le Systema naturae et le Species Plantarum,.

### Augustin de Candolle

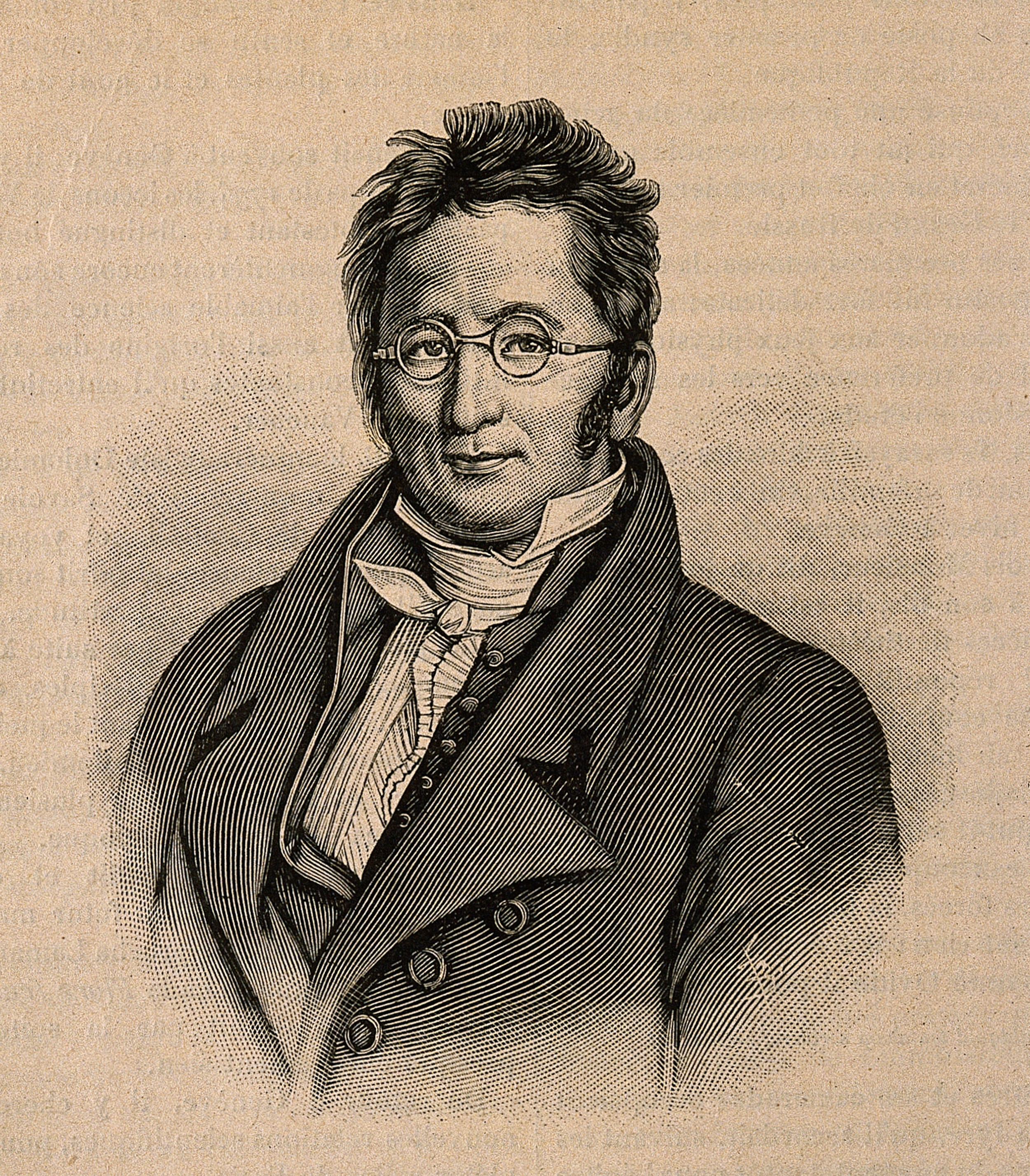
Portrait gravé d'Augustin Pyrame de Candolle par Ambroise Tardieu.

Bien que, comme la méthode de Jussieu, elle utilise les noms binominaux et préconise la « méthode naturelle » opposée au « système artificiel » de Carl von Linné, la taxonomie proposée par de Candolle s'en écarte par l'importance donnée aux coupures. Alors que pour Linné et Jussieu, la nature « ne fait pas de saut », de Candolle insiste sur les discontinuités qui sont à la base de la notion de taxon, à la fois entité et coupure.

### La révolution darwinienne
Dans la systématique classique (parfois dite « linnéenne »), l'ordre hiérarchique interne des taxons était fondé à l'origine sur des critères de ressemblance « morphologique » et d'affinités supposées. Bien que fortement anthropocentrique et reflétant des causes de la diversité des êtres vivants (de création divine) telles qu’on les concevait voici 250 ans, elle fait encore, en ce début du XXIe siècle, partie du bagage culturel commun de tous les naturalistes. Mais par la suite, au fur et à mesure de l'avancée des connaissances, notamment à partir des travaux de Lamarck et Darwin, cet ordre a rapidement voulu donner par surcroît une image de l'évolution.
L’anthropocentrisme fut battu en brèche par Charles Darwin, qui recommande dans L'Origine des espèces en 1859 une classification exclusivement généalogique. Les espèces y sont classées selon leur degré d’apparentement évolutif. Mais il faudra attendre près d’un siècle pour que l'élimination des taxons polyphylétiques devienne consensuelle. Par contre, des interprétations divergentes du terme « généalogique » chez Darwin, comme la distance patristique ou comme la récente relative du dernier ancêtre commun, a donné naissance à deux courants conceptuels opposés en taxinomie : l'évolutionnisme et le cladisme.

### Développements modernes
Dans la deuxième moitié du XXe siècle, la systématique dite phylogénétique s'est développée à partir d'une méthode de reconstruction qui a connu un développement foudroyant : la cladistique, initiée par Willi Hennig en 1950. Cette méthode est fondée globalement sur des relations évolutives pour laquelle le critère fondamental du choix de la classification est qu'elle doit refléter strictement la phylogénie, c'est-à-dire les degrés d’apparentement entre espèces. La notion même d'une telle phylogénie est une conséquence de la théorie de l'évolution, et le succès prédictif des arbres phylogénétiques une des preuves de cette théorie.
D'importants progrès en génomique ont été permis par l'analyse génétique automatique et le développement des outils et modèles informatiques. Ils imposent et permettent la redéfinition de certaines espèces ou groupes d'espèces et permettraient une meilleure connaissance et suivi des espèces.

## Principes communs et différences
Toutes les classifications actuelles se présentent sous la forme d'un arbre (classement arborescent), depuis une racine incluant tous les êtres vivants existants ou ayant existé, jusqu'aux individus. Chaque nœud de l'arbre définit un taxon, qui groupe tous les sous-taxons qu'engendre le nœud.

### La notion d'espèce
La notion d'espèce est fondamentale en taxonomie, car elle constitue l'unité élémentaire de la classification du Vivant. Ce concept catégoriel est relativement bien défini, du moins pour les espèces à reproduction,.
Il existe différentes définitions du concept d'espèce. Celle visant à reconnaître les espèces comme des communautés d'êtres vivants interféconds (ou interfertiles, capables de se reproduire entre eux) est une des plus répandues. Les espèces sont alors assimilées à des pools d'individus pouvant échanger du matériel génétique et produisant des descendants eux-mêmes féconds (en effet, certains individus du même genre mais appartenant à des espèces différentes peuvent se croiser pour donner un individu hybride, mais celui-ci est le plus souvent stérile). Dans le cas de la multiplication strictement asexuée, on parle abusivement d'espèces à la place de lignée, le groupement étant alors purement phylogénétique. Le cas des entités à la limite du vivant (virus, prions) est encore différent ; elles sont en général exclues des classifications. Une autre difficulté à citer est celle des symbioses strictes, comme les lichens (qui combinent un organisme de nature fongique, et un organisme capable de photosynthèse, de nature végétale), mais en général, un des deux partenaires est capable de vivre sans s'associer à l'autre, et l'on peut les classer dans deux espèces distinctes, avec comme caractéristique d'une des deux espèces de ne pouvoir survivre sans l'autre.
La description d'une nouvelle espèce par un taxonomiste est assimilable à une hypothèse formulée en fonction des connaissances du moment, sur la base des données et des outils d’analyse disponibles. Cette description peut être remise en question par un autre spécialiste, soit parce qu'il ne s’appuie pas sur la même conception de ce qu'est une espèce, soit parce qu'il dispose de nouveaux éléments (nouvelles analyses, échantillonnage plus riche) ou a procédé à de nouvelles méthodes analytiques.

### Emploi du binôme latin
Les espèces sont nommées selon le système binominal utilisé pour la première fois par Guillaume Rondelet et Pierre Belon au XVIe siècle et généralisé par Carl von Linné au cours du XVIIIe siècle. Le nom scientifique d'une espèce est la combinaison de deux mots réputés latins (trois mots en zoologie), pour une sous-espèce, variété ou forme, généralement composés en italiques : un nom de genre, suivi d'une ou deux épithètes spécifiques.
Au-dessous du rang de genre, tous les noms de taxons sont appelés combinaisons. On distingue plusieurs catégories de combinaisons :
- entre genre et espèce (sous-genre, section, sous-section, série, sous-série, etc.), les combinaisons sont infragénériques et binominales : nom de genre, puis après indication du rang, une épithète infragénérique, par exemple le cèpe appartient à la section « Boletus sect. Edulis » ;
- au rang d'espèce, les combinaisons sont spécifiques et binominales ;
- au-dessous de l'espèce, les combinaisons sont infraspécifiques et trinominales en zoologie.

### Approche phylogénétique

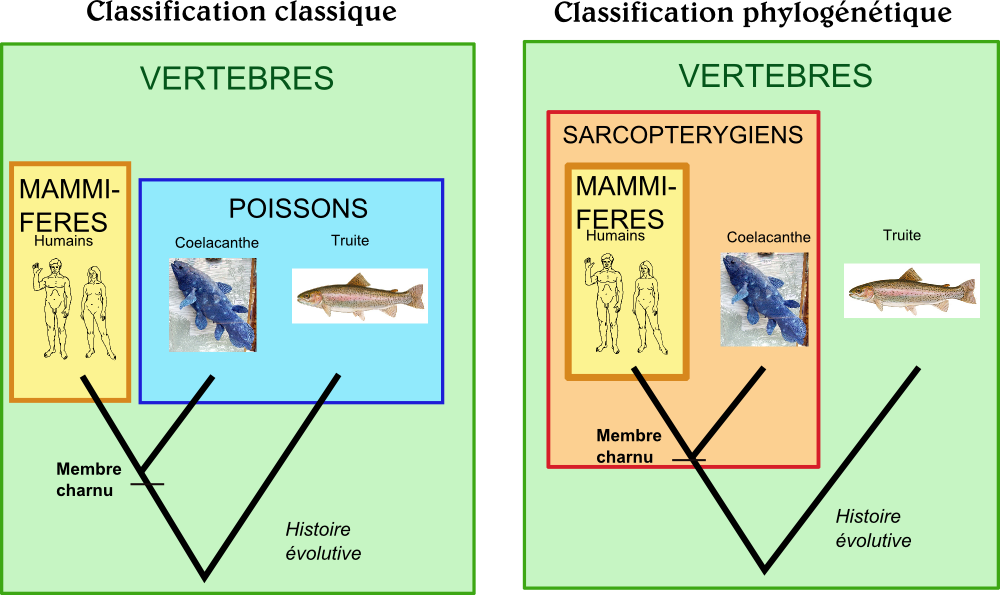
Comparaison entre classifications classique et phylogénétique. Dans cette dernière, le groupe des poissons n'existe plus et le Cœlacanthe est plus proche des humains que de la truite.

L'approche phylogénétique actuelle fait appel aux données de la cladistique, mais ses exigences se résument à n'accepter que des taxons monophylétiques, c'est-à-dire correspondant à un clade donné. Elle demande que les taxons soient limités à ceux qui respectent les deux conditions suivantes :
- tous les individus du taxon descendent d'un individu ancestral particulier ;
- tous les descendants de cet ancêtre particulier sont dans le taxon.

On parle alors seulement de taxon monophylétique ou clade. Cette contrainte a amené des modifications fondamentales de la classification scientifique, certaines renversant le « sens commun » modelé par l'héritage culturel. Ainsi, les dinosaures n'ont pas disparu, la systématique moderne incluant les oiseaux dans le groupement « dinosaures ».
Parmi d'autres exemples, les taxons traditionnels comme reptiles, poissons, algues, dicotylédones, pongidés, n'ont pas droit de cité en systématique phylogénétique, car considérés polyphylétiques (origines multiples) ou paraphylétiques (incomplets) (dicotylédones a été remplacé par dicotylédones vraies). D'autres ont survécu avec quelques séquelles, comme champignons. Enfin, certains ont surmonté la tempête, comme animal (métazoaires) ou mammifères. Remarquons qu'il n'y avait rien d'évident à ce que tous les animaux multicellulaires partagent un ancêtre commun qui les sépare de tout végétal ou champignon.
À part cela, sa structure reste fondamentalement de type linnéen et sa nomenclature (c'est-à-dire les dénominations elles-mêmes) également.
Il y a plusieurs approches techniques pour élaborer les arbres phylogénétiques.
- L'approche cladistique cherche en particulier à déterminer les caractères propres à une branche, qui « signent » un apparentement.
- L'approche phénétique, une classification basée uniquement sur des mesures de distance entre taxons (évaluées par exemple en comptant les différences de séquences d'ADN) sans chercher à faire une interprétation phylogénétique.
- L’approche probabiliste qui construit des arbres phylogénétiques en utilisant des modèles d’évolution des caractères (le plus souvent moléculaires, mais pas obligatoirement).

Selon les publications, on trouve à ce jour des classifications de tout type, depuis la classification traditionnelle à peine remaniée, jusqu'aux classifications strictement cladistes sans rangs taxonomiques en passant par différents mélanges, par exemple gardant les rangs taxonomiques mais s'alignant sur les clades, ou encore des méthodes de traitement post-phylogénétique faisant ressortir automatiquement les grades évolutifs.

## Évolution des pratiques
Les pratiques taxonomiques évoluent vers une science intégrative en articulant la collecte de spécimens sur le terrain, dans diverses parties du monde, avec un travail de description en laboratoire, associant les approches traditionnelles (morphologie, écologie, etc.), et les méthodes moléculaires plus récentes (barcoding moléculaire),.
Les progrès de la génétique et de la bioinformatique ont contribué à de considérables avancées au cours des dernières décennies. Elles se traduisent par de fréquentes révisions, descriptions de nouveaux taxons et mises à jour de leur contenu. Les publications qui en découlent s'inscrivent davantage dans des modes alternatifs de publication scientifique, plus coopératifs et réactifs.
De plus, l'étude de la biodiversité bactérienne, ou des espèces microbiennes du sol ou des océans, est complexe et nécessite - outre de nouveaux moyens en métagénomique (barcoding de l'ADN microbien) - une collaboration entre de nombreux spécialistes répartis dans le monde entier.
Les naturalistes ont développé des outils de travail collaboratif et de partage avec par exemple Tela botanica (pour les botanistes) et plus récemment l'European Journal of Taxonomy (EJT). C'est une revue scientifique internationale de taxinomie descriptive, soutenue par un Consortium EJT (de musées d’histoire naturelle et de jardins botaniques), publiée en anglais, en format électronique, en licence Open Access, en licence Creative Commons (3.0), c'est-à-dire en accès libre, à publication gratuite et consultation gratuite. Elle traite des domaines de la zoologie, entomologie, botanique et paléontologie. Les articles sont des travaux originaux, devant répondre à des critères de haute qualité en termes de contenu scientifique et de forme (style, illustrations, etc.). La revue est européenne, mais les sujets peuvent concerner toutes les espèces, quel que soit leur pays d'origine. Les révisions taxonomiques, monographies et articles thématiques ou d'opinion pourront ainsi être mieux et plus rapidement partagés.
Dans le contexte de la décolonisation et de la lutte contre le racisme et le sexisme, un plaidoyer s'élève en 2024 pour la mise en place d'un comité pour la révision des noms posant des problèmes éthiques.